# جایزه ادبی اووه یونزون
مراسم جایزه ادبی اووه یونسون به یادبود اووه یونسون نویسنده آلمانی برگزار می‌شود. این جایزه ادبی به متون و اشعاری که منعکس کننده گذشته، حال و آینده هستند داده می‌شود.

## شرایط جایزه
نویسندگان یا ناشران می‌توانند متون مورد نظر خود را برای داوری به این جشنواره ارسال کنند. آثار نباید زودتر از دو سال قبل از برگزاری این جشنواره به چاپ رسیده باشند. این جایزه بعد از داوری پنج عضو این جشنواره اعلام خواهد شد.
در ابتدا این جایزه برابر با ۱۲۵۰۰ یورو بوده که بعدها تا ۱۵۰۰۰ یورو افزایش داده شد. از سال ۲۰۰۵ سالانه ارز با جایزه اصلی و یک جایزه از ۳۰۰۰ یورو برای برجسته اولین از زمینه نثر یا نوشتن مقاله اهدا خواهد شد.
در سال ۲۰۱۷ اعتبار این جایزه تا ۲۰۰۰۰ یورو افزایش داده شده و ۵۰۰۰ یورو هم برای برگزاری این جایزه در نظر گرفته شده‌است.

## برندگان
- ۱۹۹۴: کورت دراورت برای رمانی با نام «مونولوگی با خویشتن»
- ۱۹۹۵: والتر کمپوسکی برای اثری با نام «آوای درون»
- ۱۹۹۷: مارسل بیر برای رمان پرواز از سگ
- ۱۹۹۹: گرت نویمان برای رمان «توقف»
- ۲۰۰۱: یورگن بکر برای رمان از «تاریخ جدایی»[۶]
- ۲۰۰۳: نوربرت گشترین برای رمان «صنایع دستی قتل»
- ۲۰۰۵: آرنو اورزسک برای رمان «دختر شاتائر»
- ۲۰۰۶: یوخن لابز برای رمان «پایان سفر»
- ۲۰۰۷: اما براسلاوسکی برای رمان «خارج از ذهن»
- ۲۰۰۸: اووه تلکامپ برای رمان «برج»
- ۲۰۰۹: توماس پلتزینگر رمانی به نام «تشییع جنازه یک سگ»
- ۲۰۱۰: کریستا ولف برای رمان «شهر فرشتگان»
- ۲۰۱۱: جودیت زاندر برای رمان «چیزهایی که امروز باید گفت»
- ۲۰۱۲: کریستوف هاین برای رمان «املاک ویزنر»
- ۲۰۱۳: ماتیاس سنکل برای رمان «پرندگان اولیه»
- ۲۰۱۴: لوتز سیلر برای رمان «کروسو»[۷]
- ۲۰۱۵: میرنا فونک برای رمان «زمستان»
- ۲۰۱۶:جان جورج برای رمان «کودک یکشنبه»
- ۲۰۱۷: شیدا بازیار برای رمان «شب در تهران آرام است»
- ۲۰۱۸: رالف راتمن برای رمان «خدایا آن تابستان»[۸] این جایزه را جواد مجابی نویسنده و روشنفکر ایرانی به آقای راتمن اهدا کرد.[۹]

## لینک
- وب سایت جایزه-ادبی-اووه-یونزون
- جایزه-اووه-یونزون در سایت‌های کارستن Gansel